# Metazinn(IV)-säure
Metazinn(IV)-säure (Zinn(IV)-hydroxid, Zinn(IV)-oxidhydrat) ist eine chemische Verbindung aus der Gruppe der anorganischen Säuren. Von weiteren Zinn(IV)-säuren, nämlich H2Sn(OH)6 (Hexahydroxozinn(IV)-säure) und Sn(OH)4 (Ortho-Zinnsäure) sind nur Salze bekannt. Neben diesen Salzen der Zinn(IV)-säure gibt es auch Salze einer Zinn(II)-säure, näheres hierzu unter Zinn(II)-hydroxid.
In den Anionen der (Hexahydroxozinn(IV)-säure) ist das Zinnatom oktaedrisch von 6 Hydroxygruppen umgeben.

## Gewinnung und Darstellung
Zinnsäure entsteht beim Erhitzen stark verdünnter Zinn(IV)-chloridlösung, beim Fällen von Zinnchloridlösung mit Ammoniak und von Alkalimetallstannaten mit einer Säure als voluminöser, gallertartiger, durchscheinender Niederschlag. Sie erscheint nach dem Trocknen glasig, arabischem Gummi ähnlich.

## Eigenschaften
Zinnsäure ist etwas löslich in Wasser und reagiert sauer. Sie löst sich in Salpetersäure und Salzsäure (die salzsaure Lösung zeigt die Eigenschaften des Zinnchlorids), auch in Alkalien. Sie bildet mit letzteren lösliche, gut kristallisierbare Zinnsäuresalze, die Stannate(IV) genannt werden, aus welchen die übrigen unlöslichen Salze durch Wechselzersetzung erhalten werden.
Unter verschiedenen Verhältnissen geht die Zinnsäure in Metazinnsäure über, welche auch beim Behandeln von Zinn mit starker Salpetersäure entsteht. Sie ist farblos, reagiert sauer und löst sich nicht in Salpetersäure und Salzsäure. Nach der Behandlung mit Salzsäure löst sie sich aber in Wasser, und aus dieser Lösung wird sie durch viele Salze und nach hinreichender Verdünnung bei möglichst wenig freier Säure durch Erhitzen vollständig gefällt. Sie löst sich schwieriger in Kali- und Natronlauge als Zinnsäure, und beim Erhitzen mit großem Überschuss von Kaliumhydroxid entsteht eine Lösung, aus welcher Säuren Zinnsäure fällen.
Ihre Salze kristallisieren schwer oder gar nicht. Aus den Lösungen beider Säuren fällt Schwefelwasserstoff gelbes Zinnsulfid. Zinnsäureanhydrid (Zinnoxid) SnO2 findet sich in der Natur als Zinnstein (Zinnerz), entsteht aus Zinnchloriddampf und Wasserdampf bei Rotglut, bildet diamantglänzende, farblose Kristalle vom spezifischen Gewicht 6,72, welche Glas ritzen, in Säuren unlöslich sind, aber durch überschüssiges schmelzendes Kalihydrat aufgenommen werden. Amphoteres Anhydrid (Zinnasche, Cineres Jovis) entsteht bei anhaltendem starken Erhitzen von Zinn an der Luft, beim Glühen von Zinnsäure, ist farblos oder strohgelb, bräunt sich vorübergehend bei jedesmaligem Erhitzen, ist strengflüssig, nicht flüchtig, unlöslich in Säuren, löslich in Kalilauge. Es dient als Poliermittel, zur Darstellung von Milchglas, Emaille und undurchsichtiger Glasur.
Von den Zinnsäuresalzen wird das zinnsaure Natron (Natriumstannat, Zinnoxidnatron, Sodastannat) Na2SnO3 im großen dargestellt, indem man Zinn mit Natriumnitrat verquickt und die Masse mit Wasser auszieht. Auch durch Schmelzen von Kassiterit (Zinnstein) mit Natriumhydroxid (Ätznatron), durch Behandeln einer Lösung von Bleioxid in Natronlauge mit Zinn, wobei sich Blei schwammartig ausscheidet, und durch direktes Kochen von Bleioxid mit Zinn und Natronlauge wird zinnsaures Natron erhalten.
Letztere Methode wendet man auf die Darstellung des Salzes aus Weißblechabfällen, welche 3–5 % Zinn enthalten, an. Es bildet farblose Kristalle mit drei Molekülen Wasser und ist in der Wärme weniger löslich als in der Kälte, wird durch Säuren, auch durch die Kohlensäure der Luft, zersetzt. Man benutzt es als Präpariersalz (Grundiersalz), in der Färberei und Zeugdruckerei zum Beizen von Geweben und zum Anilindruck, zum Präparieren baumwollener Mousselines de Laine, zum Bleichen baumwollener Garne, auch zum Verzinnen. Das metazinnsaure Natron Na2H8Sn5O15, durch Lösen von Metazinnsäure in Natronlauge erhalten, ist weiß, körnig kristallinisch, schwer löslich in Wasser und zerfällt ebenfalls wie seine Lösung bei mäßigem Erhitzen in Metazinnsäure und Wasser. Zinnsaures Kupferoxid wird durch zinnsaures Natron aus Kupfervitriollösung gefällt und als grüne Farbe (Genteles Grün) benutzt.

## Zinnsäuresalze

### Stannate(IV)
Hinweis: Die Bezeichnung Stannate(IV) ist die jetzt übliche  Bezeichnung. Früher bezeichnete man die Salze der Zinnsäuren(II) und -(IV) als Stannate und Stannite. Letztere werden nun Stannate(II) genannt.
- Bariumstannat BaSnO3, CAS-Nummer: 12009-18-6
- Bleistannat Dihydrat PbSnO3·2 H2O, CAS-Nummer: 12036-31-6
- Calciumstannat CaSnO3, CAS-Nummer: 12013-46-6
- Cobalt(II)-stannat Dihydrat CoSnO3·2 H2O, CAS-Nummer: 1345-19-3
- Kaliumstannat Trihydrat K2SnO3·3 H2O, CAS-Nummer: 12142-33-5
- Kupfer(II)-stannat CuSnO3, CAS-Nummer: 12019-07-7
- Natriumstannat Na2SnO3 (Anhydrid), CAS-Nummer: 12209-98-2 (Trihydrat), 12027-70-2 (Hexahydroxid)
- Strontiumstannat SrSnO3, CAS-Nummer: 12143-34-9
- Zinkstannat ZnSnO3, CAS-Nummer: 12036-37-2